# 山口県道165号大野南長迫線
山口県道165号大野南長迫線（やまぐちけんどう165ごう おおのみなみながさこせん）は、山口県熊毛郡平生町を通る一般県道である。

## 概要
熊毛郡平生町大字大野北から熊毛郡平生町大字宇佐木（うさなぎ）に至る。

### 路線データ
- 起点：熊毛郡平生町大字大野北（山口県道152号伊保庄平生線交点）
- 終点：熊毛郡平生町大字宇佐木（宇佐木交差点、国道188号交点）

## 歴史
- 1958年（昭和33年）10月1日 - 山口県告示第644号の2により認定される。
- 1972年（昭和47年） - 山口県の県道番号再編により現行の路線番号に変更される。

## 地理

### 通過する自治体
- 熊毛郡平生町

### 交差する道路
| 交差する道路              | 交差する場所           | 交差する場所        |
| ------------------------- | ---------------------- | ------------------- |
| 山口県道152号伊保庄平生線 | 大字大野北             | 起点                |
| 国道188号                 | 大字宇佐木（うさなぎ） | 宇佐木交差点 / 終点 |

### 沿線
- 平生町立平生小学校（起点付近）